# Europese kampioenschappen zwemmen 2010
De Zwemwedstrijden op de Europese kampioenschappen zwemmen 2010 vonden plaats van 9 tot en met 15 augustus 2010 in het 50 meter bad van het Alfréd Hajós Zwemcomplex op het Margiteiland in Boedapest. Zij waren onderdeel van de Europese kampioenschappen zwemsporten 2010.

## Programma
|  | Series en finale |  | Series en halve finales |  | Finale |

### Mannen
| Augustus          | 9 | 10 | 11 | 12 | 13 | 14 | 15 |
| ----------------- | - | -- | -- | -- | -- | -- | -- |
| 50m vrije slag    |   |    |    |    |    |    | ●  |
| 100m vrije slag   |   |    |    |    | ●  |    |    |
| 200m vrije slag   |   |    | ●  |    |    |    |    |
| 400m vrije slag   | ● |    |    |    |    |    |    |
| 800m vrije slag   |   |    |    |    | ●  |    |    |
| 1500m vrije slag  |   |    | ●  |    |    |    |    |
| 50m schoolslag    |   |    |    |    |    | ●  |    |
| 100m schoolslag   |   | ●  |    |    |    |    |    |
| 200m schoolslag   |   |    |    | ●  |    |    |    |
| 50m vlinderslag   |   | ●  |    |    |    |    |    |
| 100m vlinderslag  |   |    |    |    |    | ●  |    |
| 200m vlinderslag  |   |    |    | ●  |    |    |    |
| 50m rugslag       |   |    |    | ●  |    |    |    |
| 100m rugslag      |   | ●  |    |    |    |    |    |
| 200m rugslag      |   |    |    |    |    | ●  |    |
| 200m wisselslag   |   |    | ●  |    |    |    |    |
| 400m wisselslag   |   |    |    |    |    |    | ●  |
| 4x100m vrije slag | ● |    |    |    |    |    |    |
| 4x200m vrije slag |   |    |    |    |    | ●  |    |
| 4x100m wisselslag |   |    |    |    |    |    | ●  |
| Finales           | 2 | 3  | 3  | 3  | 2  | 4  | 3  |

### Vrouwen
| Augustus          | 9 | 10 | 11 | 12 | 13 | 14 | 15 |
| ----------------- | - | -- | -- | -- | -- | -- | -- |
| 50m vrije slag    |   |    |    |    |    |    | ●  |
| 100m vrije slag   |   |    | ●  |    |    |    |    |
| 200m vrije slag   |   |    |    |    |    | ●  |    |
| 400m vrije slag   |   |    |    |    |    |    | ●  |
| 800m vrije slag   |   |    |    | ●  |    |    |    |
| 1500m vrije slag  |   |    |    |    |    | ●  |    |
| 50m schoolslag    |   |    |    |    |    |    | ●  |
| 100m schoolslag   |   |    | ●  |    |    |    |    |
| 200m schoolslag   |   |    |    |    | ●  |    |    |
| 50m vlinderslag   |   | ●  |    |    |    |    |    |
| 100m vlinderslag  |   |    |    |    | ●  |    |    |
| 200m vlinderslag  |   |    |    |    |    |    | ●  |
| 50m rugslag       |   |    |    |    |    | ●  |    |
| 100m rugslag      |   |    |    | ●  |    |    |    |
| 200m rugslag      |   | ●  |    |    |    |    |    |
| 200m wisselslag   |   |    |    | ●  |    |    |    |
| 400m wisselslag   | ● |    |    |    |    |    |    |
| 4x100m vrije slag | ● |    |    |    |    |    |    |
| 4x200m vrije slag |   |    |    | ●  |    |    |    |
| 4x100m wisselslag |   |    |    |    |    |    | ●  |
| Finales           | 2 | 2  | 2  | 4  | 2  | 3  | 5  |

## Resultaten

### 50 meter vrije slag
| Mannen | Mannen             | Mannen | Mannen |
| #      | Zwemmer            | Land   | Tijd   |
| ------ | ------------------ | ------ | ------ |
| Goud   | Frédérick Bousquet | FRA    | 21,49  |
| Zilver | Stefan Nystrand    | SWE    | 21,69  |
| Brons  | Fabien Gilot       | FRA    | 21,76  |
| 4      | Andrej Gretsjin    | RUS    | 22,09  |
| 5      | Luca Dotto         | ITA    | 22,14  |
| 6      | Steffen Deibler    | GER    | 22,24  |
| 7      | Marco Orsi         | ITA    | 22,26  |
| 8      | Simon Burnett      | GBR    | 22,38  |

| Vrouwen | Vrouwen                | Vrouwen | Vrouwen |
| #       | Zwemmer                | Land    | Tijd    |
| ------- | ---------------------- | ------- | ------- |
| Goud    | Therese Alshammar      | SWE     | 24,45   |
| Zilver  | Hinkelien Schreuder    | NED     | 24,66   |
| Brons   | Francesca Halsall      | GBR     | 24,67   |
| 4       | Dorothea Brandt        | GER     | 24,71   |
| 5       | Aleksandra Gerasimenia | BLR     | 24,82   |
| 6       | Jeanette Ottesen       | DEN     | 24,96   |
| 7       | Triin Aljand           | EST     | 25,38   |
| 8       | Oksana Serikova        | UKR     | 25,44   |

### 100 meter vrije slag
| Mannen | Mannen                | Mannen | Mannen |
| #      | Zwemmer               | Land   | Tijd   |
| ------ | --------------------- | ------ | ------ |
| Goud   | Alain Bernard         | FRA    | 48,49  |
| Zilver | Jevgeni Lagoenov      | RUS    | 48,52  |
| Brons  | William Meynard       | FRA    | 48,56  |
| 4      | Filippo Magnini       | ITA    | 48,67  |
| 5      | Andrej Gretsjin       | RUS    | 48,69  |
| 6      | Sebastiaan Verschuren | NED    | 48,82  |
| 6      | Stefan Nystrand       | SWE    | 48,82  |
| 8      | Luca Dotto            | ITA    | 49,05  |

| Vrouwen | Vrouwen                | Vrouwen | Vrouwen |
| #       | Zwemmer                | Land    | Tijd    |
| ------- | ---------------------- | ------- | ------- |
| Goud    | Francesca Halsall      | GBR     | 53,58   |
| Zilver  | Aleksandra Gerasimenia | BLR     | 53,82   |
| Brons   | Femke Heemskerk        | NED     | 54,12   |
| 4       | Sarah Sjöström         | SWE     | 54,16   |
| 5       | Evelyn Verrasztó       | HUN     | 54,33   |
| 6       | Josefin Lillhage       | SWE     | 54,84   |
| 7       | Daniela Schreiber      | GER     | 55,11   |
| 8       | Katarzyna Wilk         | POL     | 55,15   |

### 200 meter vrije slag
| Mannen | Mannen                | Mannen | Mannen  |
| #      | Zwemmer               | Land   | Tijd    |
| ------ | --------------------- | ------ | ------- |
| Goud   | Paul Biedermann       | GER    | 1.46,06 |
| Zilver | Nikita Lobintsev      | RUS    | 1.46,51 |
| Brons  | Sebastiaan Verschuren | NED    | 1.46,91 |
| 4      | Danila Izotov         | RUS    | 1.47,14 |
| 5      | Robbie Renwick        | GBR    | 1.47,60 |
| 6      | Gianluca Maglia       | ITA    | 1.47,96 |
| 7      | Dominik Meichtry      | SUI    | 1.48,05 |
| 8      | Glenn Surgeloose      | BEL    | 1.48,29 |

| Vrouwen | Vrouwen             | Vrouwen | Vrouwen    |
| #       | Zwemmer             | Land    | Tijd       |
| ------- | ------------------- | ------- | ---------- |
| Goud    | Federica Pellegrini | ITA     | CR 1.55,45 |
| Zilver  | Silke Lippok        | GER     | 1.56,98    |
| Brons   | Ágnes Mutina        | HUN     | 1.57,12    |
| 4       | Camille Muffat      | FRA     | 1.57,58    |
| 5       | Evelyn Verrasztó    | HUN     | 1.57,90    |
| 6       | Patricia Castro     | ESP     | 1.58,29    |
| 7       | Femke Heemskerk     | NED     | 1.58,46    |
| 8       | Coralie Balmy       | FRA     | 1.58,78    |

### 400 meter vrije slag
| Mannen | Mannen             | Mannen | Mannen  |
| #      | Zwemmer            | Land   | Tijd    |
| ------ | ------------------ | ------ | ------- |
| Goud   | Yannick Agnel      | FRA    | 3.46,17 |
| Zilver | Paul Biedermann    | GER    | 3.46,30 |
| Brons  | Gergő Kis          | HUN    | 3.48,14 |
| 4      | Nikita Lobintsev   | RUS    | 3.48,46 |
| 5      | Sébastien Rouault  | FRA    | 3.48,84 |
| 6      | Robbie Renwick     | GBR    | 3.49,13 |
| 7      | Clemens Rapp       | GER    | 3.49,27 |
| 8      | Cesare Sciocchetti | ITA    | 3.51,54 |

| Vrouwen | Vrouwen                  | Vrouwen | Vrouwen |
| #       | Zwemmer                  | Land    | Tijd    |
| ------- | ------------------------ | ------- | ------- |
| Goud    | Rebecca Adlington        | GBR     | 4.04,55 |
| Zilver  | Ophélie-Cyrielle Etienne | FRA     | 4.05,40 |
| Brons   | Lotte Friis              | DEN     | 4.07,10 |
| 4       | Camelia Potec            | ROU     | 4.07,81 |
| 5       | Joanne Jackson           | GBR     | 4.09,14 |
| 6       | Coralie Balmy            | FRA     | 4.09,72 |
| 7       | Erika Villaécija         | ESP     | 4.09,73 |
| 8       | Patricia Castro          | ESP     | 4.10,11 |

### 800 meter vrije slag
| Mannen | Mannen               | Mannen | Mannen     |
| #      | Zwemmer              | Land   | Tijd       |
| ------ | -------------------- | ------ | ---------- |
| Goud   | Sébastien Rouault    | FRA    | CR 7.48,28 |
| Zilver | Christian Kubusch    | GER    | 7.49,12    |
| Brons  | Samuel Pizzetti      | ITA    | 7.49,94    |
| 4      | Gergő Kis            | HUN    | 7.51,93    |
| 5      | Pál Joensen          | FRO    | 7.53,11    |
| 6      | Federico Colbertaldo | ITA    | 7.54,84    |
| 7      | Mads Glæsner         | DEN    | 7.55,80    |
| 8      | Gergely Gyurta       | HUN    | 7.59,95    |

| Vrouwen | Vrouwen                  | Vrouwen | Vrouwen |
| #       | Zwemmer                  | Land    | Tijd    |
| ------- | ------------------------ | ------- | ------- |
| Goud    | Lotte Friis              | DEN     | 8.23,27 |
| Zilver  | Ophélie-Cyrielle Etienne | FRA     | 8.24,00 |
| Brons   | Federica Pellegrini      | ITA     | 8.24,99 |
| 4       | Grainne Murphy           | IRL     | 8.25,04 |
| 5       | Camelia Potec            | ROU     | 8.26,81 |
| 6       | Erika Villaécija         | ESP     | 8.27,07 |
| 7       | Rebecca Adlington        | GBR     | 8.27,48 |
| 8       | Eider Santamaría         | ESP     | 8.42,62 |

### 1500 meter vrije slag
| Mannen | Mannen               | Mannen | Mannen   |
| #      | Zwemmer              | Land   | Tijd     |
| ------ | -------------------- | ------ | -------- |
| Goud   | Sébastien Rouault    | FRA    | 14.55,17 |
| Zilver | Pál Joensen          | FRO    | 14.56,90 |
| Brons  | Samuel Pizzetti      | ITA    | 14.59,76 |
| 4      | Federico Colbertaldo | ITA    | 15.06,92 |
| 5      | Mateusz Sawrymowicz  | POL    | 15.12,28 |
| 6      | Anthony Pannier      | FRA    | 15.16,02 |
| 7      | Gergely Gyurta       | HUN    | 15.19,27 |
| 8      | Przemysław Stańczyk  | POL    | 15.24,26 |

| Vrouwen | Vrouwen           | Vrouwen | Vrouwen  |
| #       | Zwemmer           | Land    | Tijd     |
| ------- | ----------------- | ------- | -------- |
| Goud    | Lotte Friis       | DEN     | 15.59,13 |
| Zilver  | Grainne Murphy    | IRL     | 16.02,29 |
| Brons   | Erika Villaécija  | ESP     | 16.05,08 |
| 4       | Camelia Potec     | ROU     | 16.17,67 |
| 5       | Marianna Lymperta | GRE     | 16.20,19 |
| 6       | Nina Dittrich     | AUT     | 16.23,63 |
| 7       | Tjasa Oder        | SLO     | 16.23,70 |
| 8       | Isabelle Härle    | GER     | 16.24,45 |

### 50 meter rugslag
| Mannen | Mannen                    | Mannen | Mannen   |
| #      | Zwemmer                   | Land   | Tijd     |
| ------ | ------------------------- | ------ | -------- |
| Goud   | Camille Lacourt           | FRA    | CR 24,07 |
| Zilver | Liam Tancock              | GBR    | 24,70    |
| Brons  | Guy Barnea                | ISR    | 25,04    |
| 4      | Stefano Mauro Pizzamiglio | ITA    | 25,13    |
| 5      | Jérémy Stravius           | FRA    | 25,32    |
| 6      | Ľuboš Križko              | SVK    | 25,39    |
| 7      | Vitali Borisov            | RUS    | 25,49    |
| 8      | Nick Driebergen           | NED    | 25,52    |

| Vrouwen | Vrouwen                | Vrouwen | Vrouwen  |
| #       | Zwemmer                | Land    | Tijd     |
| ------- | ---------------------- | ------- | -------- |
| Goud    | Aleksandra Gerasimenia | BLR     | CR 27,64 |
| Zilver  | Daniela Samulski       | GER     | 27,99    |
| Brons   | Mercedes Peris         | ESP     | 28,01    |
| 4       | Hinkelien Schreuder    | NED     | 28,36    |
| 5       | Theodora Drakou        | GRE     | 28,61    |
| 6       | Ingvild Snildal        | NOR     | 28,69    |
| 7       | Alina Vats             | UKR     | 28,73    |
| 8       | Elena Gemo             | ITA     | 28,81    |

### 100 meter rugslag
| Mannen | Mannen                 | Mannen | Mannen       |
| #      | Zwemmer                | Land   | Tijd         |
| ------ | ---------------------- | ------ | ------------ |
| Goud   | Camille Lacourt        | FRA    | ER, CR 52,11 |
| Zilver | Jérémy Stravius        | FRA    | 53,44        |
| Brons  | Liam Tancock           | GBR    | 53,86        |
| 4      | Stanislav Donets       | RUS    | 54,10        |
| 5      | Aristeidis Grigoriadis | GRE    | 54,27        |
| 6      | Vitali Borisov         | RUS    | 54,34        |
| 7      | Aschwin Wildeboer      | ESP    | 54,38        |
| 8      | Nick Driebergen        | NED    | 54,40        |

| Vrouwen | Vrouwen               | Vrouwen | Vrouwen |
| #       | Zwemmer               | Land    | Tijd    |
| ------- | --------------------- | ------- | ------- |
| Goud    | Gemma Spofforth       | GBR     | 59,80   |
| Zilver  | Elizabeth Simmonds    | GBR     | 1.00,19 |
| Brons   | Jenny Mensing         | GER     | 1.00,72 |
| 4       | Mercedes Peris        | ESP     | 1.01,06 |
| 5       | Daniela Samulski      | GER     | 1.01,11 |
| 6       | Ingvild Snildal       | NOR     | 1.01,61 |
| 7       | Duane da Rocha        | ESP     | 1.01,73 |
| 8       | Sharon van Rouwendaal | NED     | 1.01,79 |

### 200 meter rugslag
| Mannen | Mannen              | Mannen | Mannen  |
| #      | Zwemmer             | Land   | Tijd    |
| ------ | ------------------- | ------ | ------- |
| Goud   | Stanislav Donets    | RUS    | 1.57,18 |
| Zilver | Markus Rogan        | AUT    | 1.57,31 |
| Brons  | Benjamin Stasiulis  | FRA    | 1.57,37 |
| 4      | Radosław Kawęcki    | POL    | 1.57,45 |
| 5      | Sebastiano Ranfagni | ITA    | 1.58,40 |
| 6      | Nick Driebergen     | NED    | 1.58,59 |
| 7      | Yannick Lebherz     | GER    | 1.58,87 |
| 8      | Éric Ress           | FRA    | 2.00,05 |

| Vrouwen | Vrouwen               | Vrouwen | Vrouwen |
| #       | Zwemmer               | Land    | Tijd    |
| ------- | --------------------- | ------- | ------- |
| Goud    | Elizabeth Simmonds    | GBR     | 2.07,04 |
| Zilver  | Gemma Spofforth       | GBR     | 2.08,25 |
| Brons   | Duane da Rocha        | ESP     | 2.10,46 |
| 4       | Jenny Mensing         | GER     | 2.11,50 |
| 5       | Sharon van Rouwendaal | NED     | 2.11,56 |
| 6       | Alicja Tchorz         | POL     | 2.11,67 |
| 7       | Simona Baumrtová      | CZE     | 2.12,42 |
| 8       | Alexandra Putra       | FRA     | 2.14,01 |

### 50 meter schoolslag
| Mannen | Mannen               | Mannen | Mannen |
| #      | Zwemmer              | Land   | Tijd   |
| ------ | -------------------- | ------ | ------ |
| Goud   | Fabio Scozzoli       | ITA    | 27,38  |
| Zilver | Dragos Agache        | ROU    | 27,47  |
| Brons  | Lennart Stekelenburg | NED    | 27,51  |
| 4      | Alexander Dale Oen   | NOR    | 27,55  |
| 5      | Robin van Aggele     | NED    | 27,66  |
| 6      | Emil Tahirovič       | SLO    | 27,76  |
| 7      | Damir Dugonjič       | SLO    | 27,80  |
| 8      | Barry Murphy         | IRL    | 27,99  |

| Vrouwen | Vrouwen             | Vrouwen | Vrouwen  |
| #       | Zwemmer             | Land    | Tijd     |
| ------- | ------------------- | ------- | -------- |
| Goud    | Joelia Jefimova     | RUS     | CR 30,29 |
| Zilver  | Kate Haywood        | GBR     | 31,12    |
| Brons   | Jennie Johansson    | SWE     | 31,24    |
| 4       | Moniek Nijhuis      | NED     | 31,41    |
| 5       | Kim Janssens        | BEL     | 31,74    |
| 6       | Caroline Ruhnau     | GER     | 31,84    |
| 7       | Valentina Artemjeva | RUS     | 31,93    |
| 8       | Rebecca Ejdervik    | SWE     | 32,18    |

### 100 meter schoolslag
| Mannen | Mannen               | Mannen | Mannen   |
| #      | Zwemmer              | Land   | Tijd     |
| ------ | -------------------- | ------ | -------- |
| Goud   | Alexander Dale Oen   | NOR    | CR 59,20 |
| Zilver | Hugues Duboscq       | FRA    | 1.00,15  |
| Brons  | Fabio Scozzoli       | ITA    | 1.00,41  |
| 4      | Dániel Gyurta        | HUN    | 1.00,64  |
| 5      | Giedrius Titenis     | LTU    | 1.00,87  |
| 6      | Lennart Stekelenburg | NED    | 1.01,01  |
| 7      | Hendrik Feldwehr     | GER    | 1.01,28  |
| 8      | Ihor Borysyk         | UKR    | 1.01,31  |

| Vrouwen | Vrouwen               | Vrouwen | Vrouwen    |
| #       | Zwemmer               | Land    | Tijd       |
| ------- | --------------------- | ------- | ---------- |
| Goud    | Joelia Jefimova       | RUS     | CR 1.06,32 |
| Zilver  | Rikke Møller Pedersen | DEN     | 1.07,36    |
| Zilver  | Jennie Johansson      | SWE     | 1.07,36    |
| 4       | Joline Höstman        | SWE     | 1.07,98    |
| 5       | Sarah Poewe           | GER     | 1.08,60    |
| 6       | Caroline Ruhnau       | GER     | 1.08,68    |
| 7       | Michela Guzzetti      | ITA     | 1.08,70    |
| 8       | Anastasia Chaun       | RUS     | 1.09,19    |

### 200 meter schoolslag
| Mannen | Mannen             | Mannen | Mannen  |
| #      | Zwemmer            | Land   | Tijd    |
| ------ | ------------------ | ------ | ------- |
| Goud   | Dániel Gyurta      | HUN    | 2.08,95 |
| Zilver | Alexander Dale Oen | NOR    | 2.09,68 |
| Brons  | Hugues Duboscq     | FRA    | 2.11,03 |
| 4      | Grigori Falko      | RUS    | 2.11,70 |
| 5      | Laurent Carnol     | LUX    | 2.11,93 |
| 6      | Edoardo Giorgetti  | ITA    | 2.11,99 |
| 7      | Marco Koch         | GER    | 2.12,14 |
| 8      | Akos Molnar        | HUN    | 2.12,76 |

| Vrouwen | Vrouwen               | Vrouwen | Vrouwen    |
| #       | Zwemmer               | Land    | Tijd       |
| ------- | --------------------- | ------- | ---------- |
| Goud    | Anastasia Chaun       | RUS     | CR 2.23,50 |
| Zilver  | Sara Nordenstam       | NOR     | 2.24,42    |
| Brons   | Rikke Møller Pedersen | DEN     | 2.24,99    |
| 4       | Joline Höstman        | SWE     | 2.26,00    |
| 5       | Tanja Smid            | SLO     | 2.27,73    |
| 6       | Chiara Boggiatto      | ITA     | 2.28,61    |
| 7       | Stacey Tadd           | GBR     | 2.28,64    |
| 8       | Nađa Higl             | SRB     | 2.29,60    |

### 50 meter vlinderslag
| Mannen | Mannen              | Mannen | Mannen |
| #      | Zwemmer             | Land   | Tijd   |
| ------ | ------------------- | ------ | ------ |
| Goud   | Rafael Muñoz        | ESP    | 23,17  |
| Zilver | Frédérick Bousquet  | FRA    | 23,41  |
| Brons  | Jevgeni Korotysjkin | RUS    | 23,43  |
| 4      | Steffen Deibler     | GER    | 23,63  |
| 5      | Mario Todorović     | CRO    | 23,68  |
| 6      | Joeri Verlinden     | NED    | 23,77  |
| 7      | Jakob Andkjær       | DEN    | 23,78  |
| 8      | Ivan Lenđer         | SRB    | 23,94  |

| Vrouwen | Vrouwen             | Vrouwen | Vrouwen |
| #       | Zwemmer             | Land    | Tijd    |
| ------- | ------------------- | ------- | ------- |
| Goud    | Therese Alshammar   | SWE     | 25,63   |
| Zilver  | Jeanette Ottesen    | DEN     | 25,69   |
| Brons   | Mélanie Henique     | FRA     | 26,09   |
| 4       | Sarah Sjöström      | SWE     | 26,14   |
| 5       | Triin Aljand        | EST     | 26,25   |
| 6       | Hinkelien Schreuder | NED     | 26,27   |
| 7       | Ingvild Snildal     | NOR     | 26,36   |
| 8       | Amit Ivry           | ISR     | 26,53   |

### 100 meter vlinderslag
| Mannen | Mannen              | Mannen | Mannen   |
| #      | Zwemmer             | Land   | Tijd     |
| ------ | ------------------- | ------ | -------- |
| Goud   | Jevgeni Korotysjkin | RUS    | CR 51,73 |
| Zilver | Joeri Verlinden     | NED    | 51,82    |
| Brons  | Konrad Czerniak     | POL    | 52,16    |
| 4      | Lars Frölander      | SWE    | 52,24    |
| 5      | Nikolaj Skvortsov   | RUS    | 52,25    |
| 6      | Paweł Korzeniowski  | POL    | 52,38    |
| 7      | Peter Mankoč        | SLO    | 52,39    |
| 8      | Antony James        | GBR    | 52,67    |

| Vrouwen | Vrouwen           | Vrouwen | Vrouwen |
| #       | Zwemmer           | Land    | Tijd    |
| ------- | ----------------- | ------- | ------- |
| Goud    | Sarah Sjöström    | SWE     | 57,32   |
| Zilver  | Francesca Halsall | GBR     | 57,40   |
| Brons   | Therese Alshammar | SWE     | 57,80   |
| 4       | Jeanette Ottesen  | DEN     | 58,21   |
| 5       | Amit Ivri         | ISR     | 58,73   |
| 6       | Eszter Dara       | HUN     | 58,79   |
| 6       | Aurore Mongel     | FRA     | 58,79   |
| 8       | Sara Oliveira     | POR     | 59,04   |

### 200 meter vlinderslag
| Mannen | Mannen               | Mannen | Mannen  |
| #      | Zwemmer              | Land   | Tijd    |
| ------ | -------------------- | ------ | ------- |
| Goud   | Paweł Korzeniowski   | POL    | 1.55,00 |
| Zilver | Nikolaj Skvortsov    | RUS    | 1.56,13 |
| Brons  | Ioannis Drymonakos   | GRE    | 1.57,10 |
| 4      | Dinko Jukić          | AUT    | 1.57,71 |
| 5      | Marcin Cieslak       | POL    | 1.57,93 |
| 6      | Maksim Ganichin      | RUS    | 1.58,38 |
| 7      | Nicolo Beni          | ITA    | 1.58,67 |
| 8      | Stefanos Dimitriadis | GRE    | 1.59,70 |

| Vrouwen | Vrouwen             | Vrouwen | Vrouwen |
| #       | Zwemmer             | Land    | Tijd    |
| ------- | ------------------- | ------- | ------- |
| Goud    | Katinka Hosszú      | HUN     | 2.06,71 |
| Zilver  | Zsuzsanna Jakabos   | HUN     | 2.07,06 |
| Brons   | Ellen Gandy         | GBR     | 2.07,54 |
| 4       | Mireia Belmonte     | ESP     | 2.08,30 |
| 5       | Aurore Mongel       | FRA     | 2.08,87 |
| 6       | Franziska Hentke    | GER     | 2.09,01 |
| 7       | Caterina Giacchetti | ITA     | 2.09,28 |
| 8       | Anja Klinar         | SLO     | 2.09,44 |

### 200 meter wisselslag
| Mannen | Mannen            | Mannen | Mannen     |
| #      | Zwemmer           | Land   | Tijd       |
| ------ | ----------------- | ------ | ---------- |
| Goud   | László Cseh       | HUN    | CR 1.57,73 |
| Zilver | Markus Rogan      | AUT    | 1.58,03    |
| Brons  | Joe Roebuck       | GBR    | 1.59,46    |
| 4      | Gal Nevo          | ISR    | 1.59,83    |
| 5      | Simon Sjödin      | SWE    | 2.00,11    |
| 6      | David Verrasztó   | HUN    | 2.00,72    |
| 7      | Marcin Tarczynski | POL    | 2.00,81    |
| 8      | Markus Deibler    | GER    | 2.00,86    |

| Vrouwen | Vrouwen          | Vrouwen | Vrouwen    |
| #       | Zwemmer          | Land    | Tijd       |
| ------- | ---------------- | ------- | ---------- |
| Goud    | Katinka Hosszú   | HUN     | CR 2.10,09 |
| Zilver  | Evelyn Verrasztó | HUN     | 2.10,10    |
| Brons   | Hannah Miley     | GBR     | 2.10,89    |
| 4       | Camille Muffat   | FRA     | 2.12,04    |
| 5       | Mireia Belmonte  | ESP     | 2.12,21    |
| 6       | Lara Grangeon    | FRA     | 2.14,25    |
| 7       | Francesca Segat  | ITA     | 2.15,08    |
| 8       | Louise Jansen    | DEN     | 2.17,37    |

### 400 meter wisselslag
| Mannen | Mannen             | Mannen | Mannen  |
| #      | Zwemmer            | Land   | Tijd    |
| ------ | ------------------ | ------ | ------- |
| Goud   | László Cseh        | HUN    | 4.10,95 |
| Zilver | David Verrasztó    | HUN    | 4.12,96 |
| Brons  | Gal Nevo           | ISR    | 4.15,10 |
| 4      | Luca Marin         | ITA    | 4.15,47 |
| 5      | Yannick Lebherz    | GER    | 4.15,72 |
| 6      | Aleksandr Tichonov | RUS    | 4.17,36 |
| 7      | Carlos Vives Gomis | ESP    | 4.18,27 |
| 8      | Ioannis Drymonakos | GRE    | 4.18,35 |

| Vrouwen | Vrouwen           | Vrouwen | Vrouwen    |
| #       | Zwemmer           | Land    | Tijd       |
| ------- | ----------------- | ------- | ---------- |
| Goud    | Hannah Miley      | GBR     | CR 4.33,09 |
| Zilver  | Katinka Hosszú    | HUN     | 4.36,43    |
| Brons   | Zsuzsanna Jakabos | HUN     | 4.37,92    |
| 4       | Anja Klinar       | SLO     | 4.38,13    |
| 5       | Jana Martynova    | RUS     | 4.42,50    |
| 6       | Sara Nordenstam   | NOR     | 4.43,00    |
| 7       | Grainne Murphy    | IRL     | 4.43,45    |
| 8       | Barbora Zavadova  | CZE     | 4.45,24    |

### 4x100 meter vrije slag
| Mannen | Mannen                                                               | Mannen | Mannen     |
| #      | Zwemmer                                                              | Land   | Tijd       |
| ------ | -------------------------------------------------------------------- | ------ | ---------- |
| Goud   | Jevgeni Lagoenov Andrej Gretsjin Nikita Lobintsev Danila Izotov      | RUS    | CR 3.12,46 |
| Zilver | Fabien Gilot Yannick Agnel William Meynard Alain Bernard             | FRA    | 3.13,29    |
| Brons  | Stefan Nystrand Lars Frölander Robin Andreasson Jonas Persson        | SWE    | 3.15,07    |
| 4      | Filippo Magnini Marco Orsi Christian Galenda Luca Leonardi           | ITA    | 3.15,18    |
| 5      | Steffen Deibler Markus Deibler Stefan Herbst Paul Biedermann         | GER    | 3.15,97    |
| 6      | Dominik Kozma Krisztian Takacs Laszló Cseh Balazs Makany             | HUN    | 3.18,01    |
| 7      | Jasper Aerents Glenn Surgeloose François Heersbrandt Yoris Grandjean | BEL    | 3.18,12    |
| 8      | Simon Burnett Liam Tancock Grant Turner Ross Davenport               | GBR    | 3.18,31    |

| Vrouwen | Vrouwen                                                                   | Vrouwen | Vrouwen |
| #       | Zwemmer                                                                   | Land    | Tijd    |
| ------- | ------------------------------------------------------------------------- | ------- | ------- |
| Goud    | Daniela Samulski Silke Lippok Lisa Vitting Daniela Schreiber              | GER     | 3.37,72 |
| Zilver  | Amy Smith Francesca Halsall Jessica Sylvester Joanne Jackson              | GBR     | 3.38,57 |
| Brons   | Josefin Lillhage Therese Alshammar Sarah Sjöström Gabriella Fagundez      | SWE     | 3.38,81 |
| 4       | Evelyn Verrasztó Ágnes Mutina Eszter Dara Katinka Hosszú                  | HUN     | 3.38,98 |
| 5       | Veronika Popova Margarita Nesterova Svetlana Fedoelova Darja Beljakina    | RUS     | 3.39,06 |
| 6       | Saskia de Jonge Ilse Kraaijeveld Elise Bouwens Femke Heemskerk            | NED     | 3.39,47 |
| 7       | Camille Muffat Aurore Mongel Ophélie-Cyrielle Etienne Coralie Balmy       | FRA     | 3.40,17 |
| 8       | Aleksandra Kovaleva Svetlana Chochlova Jana Parachoeskaja Joelia Chitraja | BLR     | 3.48,90 |

### 4x200 meter vrije slag
| Mannen | Mannen                                                                | Mannen | Mannen     |
| #      | Zwemmer                                                               | Land   | Tijd       |
| ------ | --------------------------------------------------------------------- | ------ | ---------- |
| Goud   | Nikita Lobintsev Danila Izotov Sergej Peroenin Aleksandr Soechoroekov | RUS    | CR 7.06,71 |
| Zilver | Paul Biedermann Tim Wallburger Robin Backhaus Clemens Rapp            | GER    | 7.08,13    |
| Brons  | Yannick Agnel Clément Lefert Antton Harambouré Jérémy Stravius        | FRA    | 7.09,70    |
| 4      | Robbie Renwick Ross Davenport David Carry Robert Bale                 | GBR    | 7.11,00    |
| 5      | Gianluca Maglia Marco Belotti Damiano Lestingi Filippo Magnini        | ITA    | 7.14,50    |
| 6      | Joost Reijns Sebastiaan Verschuren Bas van Velthoven Stefan de Die    | NED    | 7.16,87    |
| 7      | Dieter Dekoninck Glenn Surgeloose Axel Vandevelde Pholien Systermans  | BEL    |            |
| 8      | Paweł Korzeniowski Przemysław Stańczyk Lukasz Gasior Paweł Rurak      | POL    | 7.22,71    |

| Vrouwen | Vrouwen                                                               | Vrouwen | Vrouwen |
| #       | Zwemmer                                                               | Land    | Tijd    |
| ------- | --------------------------------------------------------------------- | ------- | ------- |
| Goud    | Ágnes Mutina Eszter Dara Katinka Hosszú Evelyn Verrasztó              | HUN     | 7.52,49 |
| Zilver  | Coralie Balmy Ophélie-Cyrielle Etienne Margaux Farrell Camille Muffat | FRA     | 7.52,69 |
| Brons   | Rebecca Adlington Jazmin Carlin Hannah Miley Joanne Jackson           | GBR     | 7.55,29 |
| 4       | Silke Lippok Franziska Jansen Nina Schiffer Daniela Schreiber         | GER     | 7.58,13 |
| 5       | Veronika Popova Darja Beljakina Victoria Maljoetina Jelena Sokolova   | RUS     | 7.59,11 |
| 6       | Gabriella Fagundez Sarah Sjöström Petra Granlund Josefin Lillhage     | SWE     | 8.00,15 |
| 7       | Sara Isakovič Anja Klinar Nina Cesar Ursa Bezan                       | SLO     | 8.06,13 |
| 8       | Jördis Steinegger Verena Klocker Birgit Koschischek Nina Dittrich     | AUT     | 8.10,76 |

### 4x100 meter wisselslag
| Mannen | Mannen                                                                     | Mannen | Mannen     |
| #      | Zwemmer                                                                    | Land   | Tijd       |
| ------ | -------------------------------------------------------------------------- | ------ | ---------- |
| Goud   | Camille Lacourt Hugues Duboscq Frédérick Bousquet Fabien Gilot             | FRA    | CR 3.31,32 |
| Zilver | Stanislav Donets Roman Sloednov Jevgeni Korotysjkin Jevgeni Lagoenov       | RUS    | 3.33,29    |
| Brons  | Nick Driebergen Lennart Stekelenburg Joeri Verlinden Sebastiaan Verschuren | NED    | 3.33,99    |
| 4      | Liam Tancock Kristopher Gilchrist Antony James Simon Burnett               | GBR    | 3.35,74    |
| 5      | Mirco Di Tora Fabio Scozzoli Stefano Mauro Pizzamiglio Filippo Magnini     | ITA    | 3.36,61    |
| 6      | Radosław Kawęcki Sławomir Wolniak Paweł Korzeniowski Konrad Czerniak       | POL    | 3.38,57    |
| 7      | Adam Szilagyi Dániel Gyurta Peter Hos Dominik Kozma                        | HUN    | 3.38,73    |
| 8      | Stefan Herbst Hendrik Feldwehr Steffen Deibler Markus Deibler              | GER    | DSQ        |

| Vrouwen | Vrouwen                                                              | Vrouwen | Vrouwen |
| #       | Zwemmer                                                              | Land    | Tijd    |
| ------- | -------------------------------------------------------------------- | ------- | ------- |
| Goud    | Gemma Spofforth Kate Haywood Francesca Halsall Amy Smith             | GBR     | 3.59,72 |
| Zilver  | Henriette Stenkvist Joline Höstman Therese Alshammar Sarah Sjöström  | SWE     | 4.01,18 |
| Brons   | Jenny Mensing Caroline Ruhnau Daniela Samulski Silke Lippok          | GER     | 4.03,22 |
| 4       | Pernille Larsen Rikke Møller Pedersen Jeanette Ottesen Louise Jansen | DEN     | 4.04,81 |
| 5       | Elena Gemo Chiara Boggiatto Francesca Segat Chiara Masini Lucchetti  | ITA     | 4.05,53 |
| 6       | Alexandra Putra Sophie De Ronchi Aurore Mongel Camille Muffat        | FRA     | 4.06,76 |
| 7       | Jasmijn Verhaegen Elise Matthysen Kimberly Buys Annelies De Maré     | BEL     | 4.09,33 |
| 8       | Maria Gromova Joelia Jefimova Irina Bespalova Margarita Nesterova    | RUS     | DSQ     |

## Medaillespiegel
| Plaats | Land                | Goud | Zilver | Brons | Totaal |
| 1      | Frankrijk           | 8    | 7      | 6     | 21     |
| 2      | Rusland             | 7    | 4      | 1     | 12     |
| 3      | Verenigd Koninkrijk | 6    | 6      | 6     | 18     |
| 4      | Hongarije           | 6    | 4      | 3     | 13     |
| 5      | Zweden              | 3    | 3      | 4     | 10     |
| 6      | Duitsland           | 2    | 5      | 2     | 9      |
| 7      | Denemarken          | 2    | 2      | 2     | 6      |
| 8      | Italië              | 2    | 0      | 4     | 6      |
| 9      | Noorwegen           | 1    | 2      | 0     | 3      |
| 10     | Wit-Rusland         | 1    | 1      | 0     | 2      |
| 11     | Spanje              | 1    | 0      | 3     | 4      |
| 12     | Polen               | 1    | 0      | 1     | 2      |
| 13     | Nederland           | 0    | 2      | 4     | 6      |
| 14     | Oostenrijk          | 0    | 2      | 0     | 2      |
| 15     | Faeröer             | 0    | 1      | 0     | 1      |
| 15     | Ierland             | 0    | 1      | 0     | 1      |
| 15     | Roemenië            | 0    | 1      | 0     | 1      |
| 18     | Israël              | 0    | 0      | 2     | 2      |
| 19     | Griekenland         | 0    | 0      | 1     | 1      |
| Totaal | Totaal              | 40   | 41     | 39    | 120    |